# 武胜关
31°47′19″N 114°1′16″E / 31.78861°N 114.02111°E
武胜关，古称大隧隘道（一说直辕隘道），南朝齐称武阳关，唐朝称礼山关，后复称武阳关。清朝始称武胜关。为中国九大名关之一。与平靖关、九里关并称“鄂北三关”或“义阳三关”。
武胜关位于湖北省广水市与河南省信阳市交界处、桐柏山与大别山之间，是长江与淮河的分水岭。京广铁路、107国道由此通过。